# Xaphoon

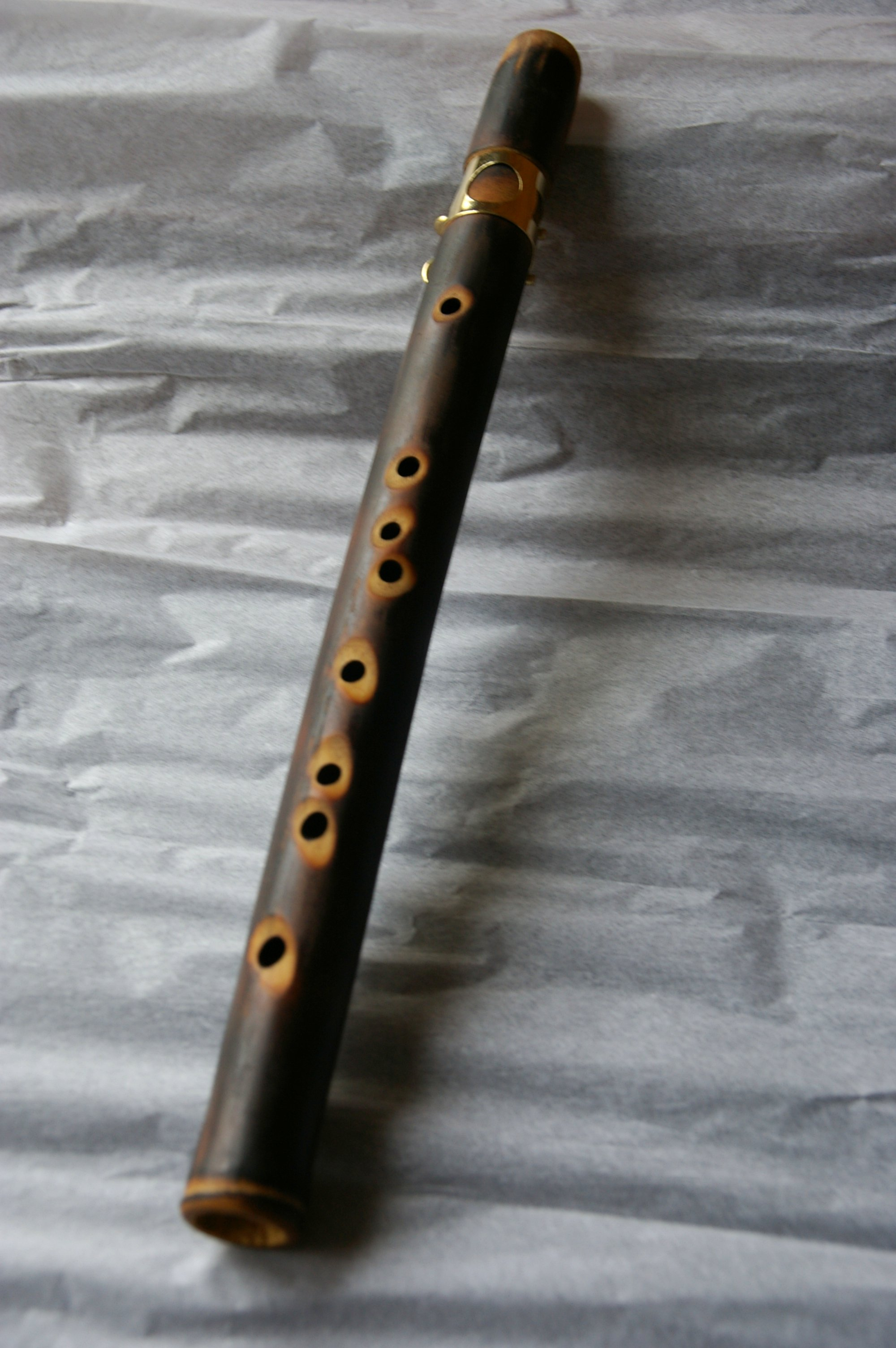
Xaphoon av bambu (B^{})

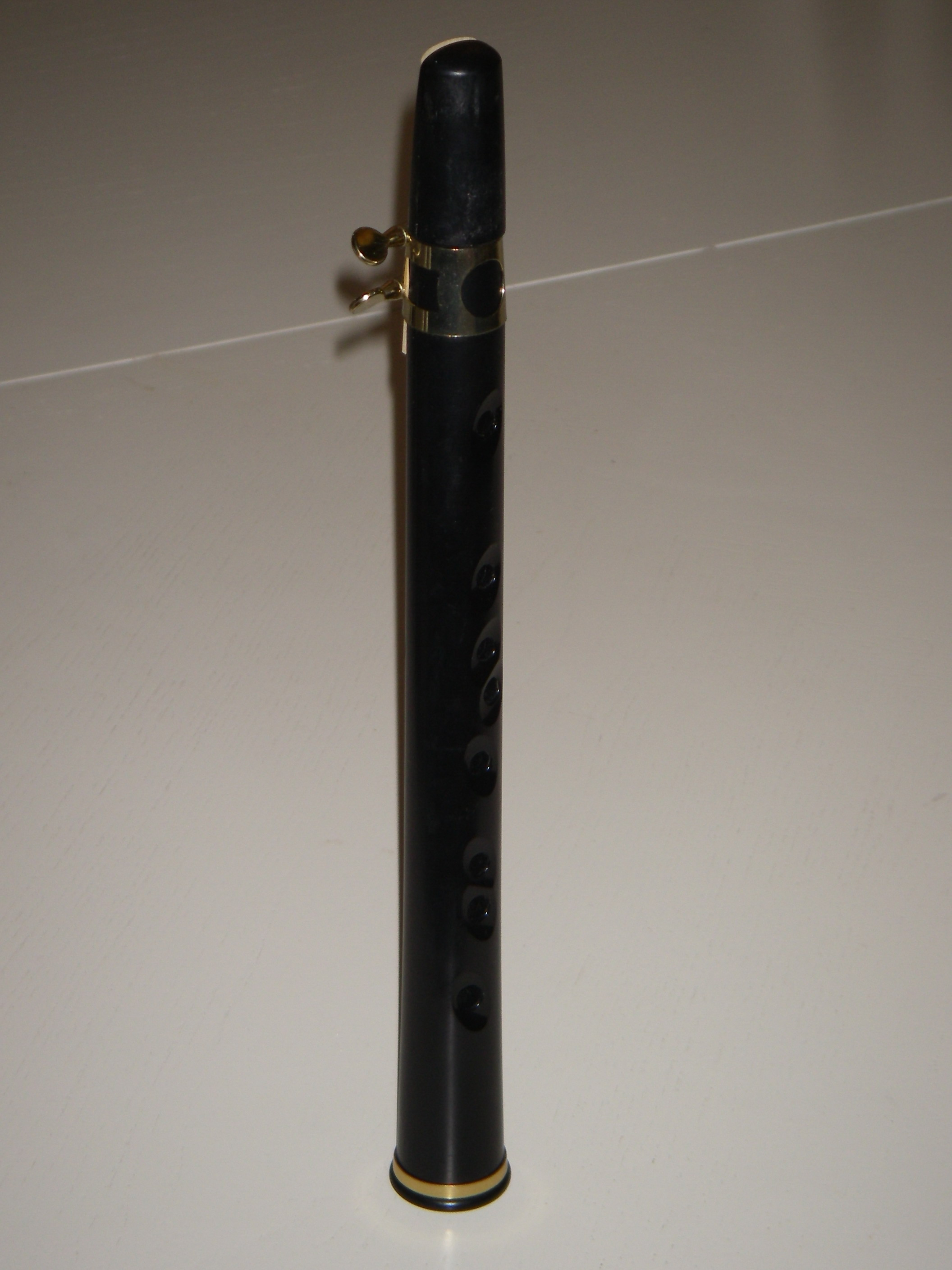
Xaphoon av plast (Pocket Sax)

Xaphoon är ett litet blåsinstrument som ursprungligen konstruerades av saxofonisten Brian Wittman på ön Maui på 1970-talet. Tonen skapas av ett enkelt rörblad på samma sätt som på en saxofon eller klarinett men storleken och fingersättningen påminner om en blockflöjt. Tonomfånget är två oktaver och den är som standard stämd i C och B♭, men andra stämningar förekommer också. Tonen påminner om en tenorsaxofon. 
Xaphoonen tillverkas vanligen av bambu men på senare år görs även en version i plast stämd i C, även kallad Pocket Sax.  Skillnaden i ton mellan de olika versionerna är liten. Det lilla formatet gör att den är lätt att bära med sig. Plastversionen är dessutom mycket tålig och lämpar sig väl att ta med på resa. 